# Afrička rukometna konfederacija
Afrička rukometna konfederacija (službeno: Confédération Africaine de Handball) (kratica: CAHB) je krovna organizacija afričkih rukometnih saveza.
Glavna je organizatorica kontinentalnih natjecanja, kao što su, primjerice, afrička rukometna prvenstva ili afrička rukometna prvenstva za žene.
Sjedište joj se nalazi u Abidjanu, na Obali Slonove Kosti.

## Vanjske poveznice
- Site officiel de la CAHB (fra.)